# Tommy Lindström
Tommy Mauritz Lindström, född 1 mars 1945 i S:t Görans församling i Stockholm, är en svensk jurist och polis som varit chef för Rikskriminalpolisen. Han tog bland annat del i utredningen av Palmemordet.

## Biografi
Tommy Lindström är utbildad jurist. Åren 1981–1994 var han chef för Rikskriminalpolisen och ledde då flera av landets mest omfattande polisutredningar. Han är känd för utredningarna av mordet på statsminister Olof Palme 1986 samt konstkuppen 1993 på Moderna museet.
Lindström innehade 2010–2011  rollen som juridisk expert i TV-programmet Efterlyst.
Lindström har tillsammans med bland andra Trond Sefastsson bedrivit juridisk rådgivningsverksamhet i företaget Rättskonsulterna.
I denna roll har de båda uppmärksammats för att ha anlitats av Bella Nilsson i samband med Think Pink-skandalen för att kartlägga privatpersoner som varit kritiska mot avfallsbolagets sophantering.

## Populärkultur
Lindström har framställts som rollfigur i filmerna Den osannolika mördaren 2021  samt i TV-serierna Lasermannen 2005 och Clark 2022. I datorspelet Polis 1 från 1998 deltog han som sig själv.